# Фоско (Північна Кароліна)
Фоско (англ. Foscoe) — переписна місцевість (CDP) в США, в окрузі Вотоґа штату Північна Кароліна. Населення — 1457 осіб (2020).

## Географія
Фоско розташоване за координатами 36°9′5″ пн. ш. 81°46′24″ зх. д. / 36.15139° пн. ш. 81.77333° зх. д. (36.151267, -81.773351).  За даними Бюро перепису населення США в 2010 році переписна місцевість мала площу 14,98 км², з яких 14,97 км² — суходіл та 0,02 км² — водойми.

## Демографія
Згідно з переписом 2010 року, у переписній місцевості мешкало 1370 осіб у 631 домогосподарстві у складі 375 родин. Густота населення становила 91 особа/км².  Було 1458 помешкань (97/км²).
Расовий склад населення:
| - 96,9 % — білих - 0,3 % — чорних або афроамериканців - 0,3 % — азіатів - 0,2 % — корінних американців - 1,0 % — осіб інших рас |

До двох чи більше рас належало 1,3 %. Частка іспаномовних становила 5,9 % від усіх жителів.
За віковим діапазоном населення розподілялося таким чином: 16,9 % — особи молодші 18 років, 68,6 % — особи у віці 18—64 років, 14,5 % — особи у віці 65 років та старші. Медіана віку мешканця становила 41,8 року. На 100 осіб жіночої статі у переписній місцевості припадало 102,4 чоловіків;  на 100 жінок у віці від 18 років та старших — 100,0 чоловіків також старших 18 років.
Середній дохід на одне домашнє господарство  становив 57 304 долари США (медіана — 45 694), а середній дохід на одну сім'ю — 73 080 доларів (медіана — 65 406). За межею бідності перебувало 19,8 % осіб, у тому числі 45,8 % дітей у віці до 18 років та 11,7 % осіб у віці 65 років та старших.
Цивільне працевлаштоване населення становило 730 осіб. Основні галузі зайнятості: освіта, охорона здоров'я та соціальна допомога — 29,7 %, мистецтво, розваги та відпочинок — 19,9 %, науковці, спеціалісти, менеджери — 9,9 %, роздрібна торгівля — 9,0 %.